# Emanuel Messias de Oliveira
Emanuel Messias de Oliveira (ur. 22 kwietnia 1948 w Salinas) – brazylijski duchowny rzymskokatolicki, w latach 2011-2023  biskup Caratingi.

## Życiorys
Święcenia kapłańskie przyjął 4 lutego 1976 i został inkardynowany do diecezji Governador Valadares. Przez wiele lat pracował jako proboszcz jednej z parafii w stolicy diecezji oraz jako wykładowca seminarium w Caratinga.
14 stycznia 1998 papież Jan Paweł II mianował go biskupem diecezji Guanhães. Sakry biskupiej udzielił mu 19 kwietnia 1998 bp José Goncalves Heleno.
16 lutego 2011 otrzymał nominację na biskupa diecezji Caratingi.
13 grudnia 2023 papież Franciszek przyjął jego rezygnację z urzędu biskupa diecezji Caratingi. 